# Touch N Move
Albums de Sistar
Give It to Me
(2013) Sweet & Sour
(2014)
Singles
1. Touch My Body
Sortie : 21 juillet 2014
2. Naughty Hands
Sortie : 25 juillet 2014

Touch N Move est le second mini-album du girl group sud-coréen Sistar. Il est sorti le 21 juillet 2014 par Starship Entertainment. Le titre-phare est "Touch My Body".

## Promotion
Les promotions pour "Touch My Body" ont commencé le 24 juillet 2014 au M! Countdown's 10th Anniversary Special.

## Performance commerciale
Touch N Move débute à la deuxième place du Gaon Album Chart pour la semaine se finissant le 26 juillet 2014. À la fin de l'année 2014, l'album s'est vendu à plus de 14 548 exemplaires.

## Liste des titres
| 1.    | WOW                                                    | Black Eyed Pilseung                    | Black Eyed Pilseung          | 01:21 |
| 2.    | Touch My Body                                          | Black Eyed Pilseung                    | Black Eyed Pilseung          | 03:26 |
| 3.    | Naughty Hands (나쁜손; Nappeunson) (Feat. Verbal Jint) | Duble Sidekick, David Kim, Verbal Jint | Duble Sidekick, David Kim    | 03:33 |
| 4.    | But I Love U                                           | Mad Clown, Min Yeon Jae                | Kim Do Hoon, Seo Yeong Bae   | 03:31 |
| 5.    | Ok Go!                                                 | Rovin                                  | Rovin, Bronze                | 03:14 |
| 6.    | Sunshine                                               | Hyolyn, Min Yeon Jae, Mandy Ventrice   | Lazy Dog, Mandy Ventrice, 72 | 03:34 |
| 18:37 |                                                        |                                        |                              |       |

## Classement

### Premiers classements
| Classement (2014)           | Meilleure position |
| --------------------------- | ------------------ |
| Korean Albums (Gaon)        | 2                  |
| US World Albums (Billboard) | 8                  |

### Dernier classement
| Classement (2014) | Meilleure position |
| ----------------- | ------------------ |
| Korean Albums     | 100                |